# El Realejo
El Realejo is een havenstad in Nicaragua, in Midden-Amerika. El Realejo ligt in het noordwestelijke departement Chinandega aan de Grote Oceaan en bestaat voor ongeveer 45 procent van de inwoners uit urbaan gebied (área de residencia urbano).

## Geschiedenis

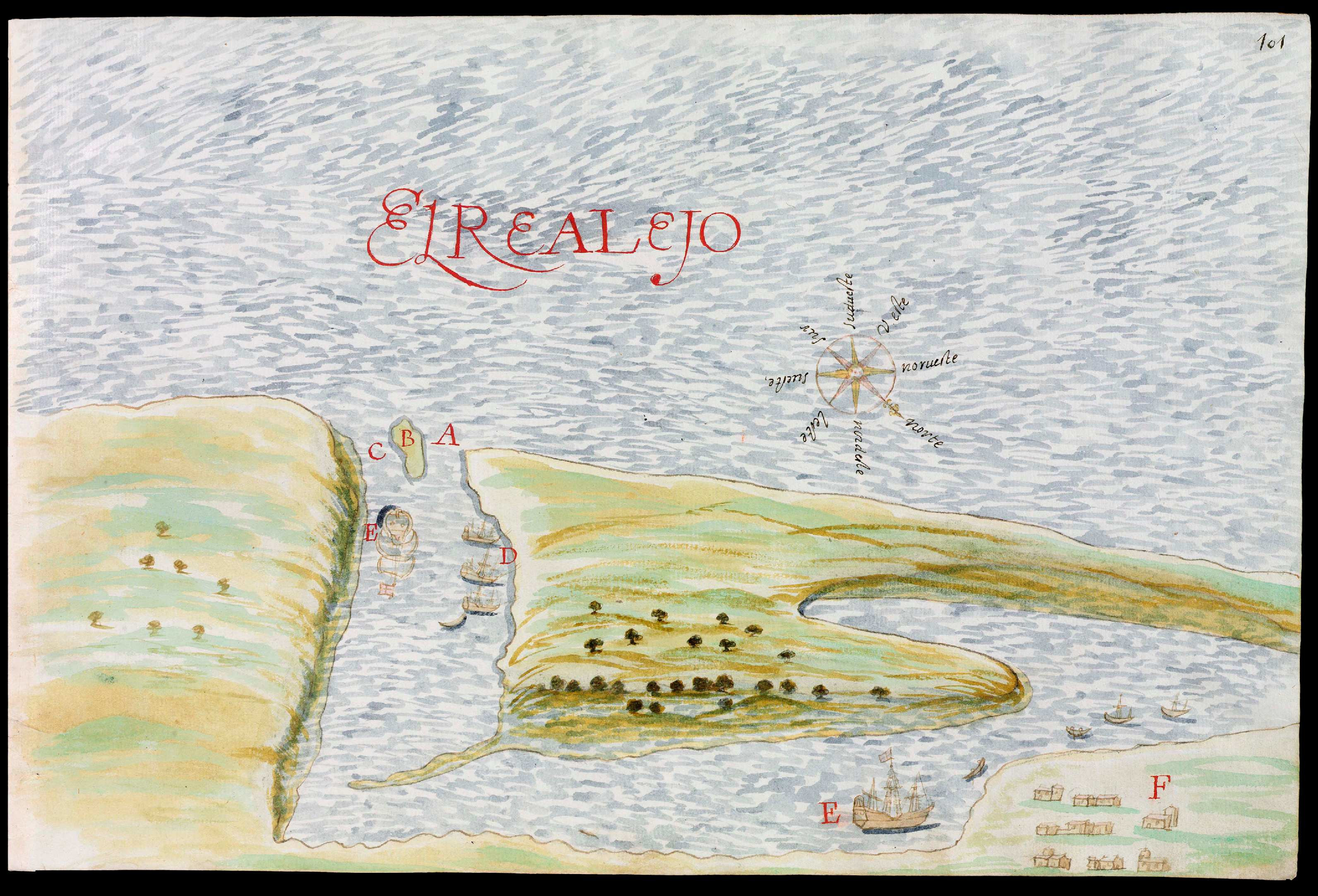
De haven van El Realejo op een Spaanse kaart van 1632

El Realejo werd gesticht in 1532 door de Spaanse Conquistadores. De haven in de Baai van Realejo was tot in de 17e eeuw de belangrijkste haven van Nicaragua. Door herhaaldelijke aanvallen van piraten nam het belang van de haven af. Nadat in 1858 op een eiland voor de baai van Realejo de nieuwe havenstad Corinto was gesticht nam het belang van El Realejo verder af. Corinto groeide uit tot de belangrijkste haven van het land.

## Geografie
De hoofdplaats bevindt zich 140 kilometer ten noordwesten van de landelijke hoofdstad Managua. De gemeente El Realejo omvat 105 km² en heeft met 9900 inwoners in 2015 een bevolkingsdichtheid van 94 inwoners per vierkante kilometer.

### Aangrenzende gemeenten
| Aangrenzende gemeenten | Aangrenzende gemeenten | Aangrenzende gemeenten | Aangrenzende gemeenten | Aangrenzende gemeenten |
| ---------------------- | ---------------------- | ---------------------- | ---------------------- | ---------------------- |
|                        |                        | El Viejo               |                        |                        |
|                        |                        |                        |                        |                        |
| El Viejo Corinto       | Chinandega             |                        |                        |                        |
|                        |                        |                        |                        |                        |
|                        |                        | Corinto                |                        | Chichigalpa            |

### Klimaat
El Realejo heeft een tropisch savanneklimaat met het droge seizoen van november tot en met april. De gemiddelde jaarlijkse temperatuur is 27 °C.

## Economie
De economie is vooral gericht op de landbouw. Zo worden er bananen, maïs en rijst verbouwd maar vooral suikerriet.